# Kruien (garnalen)

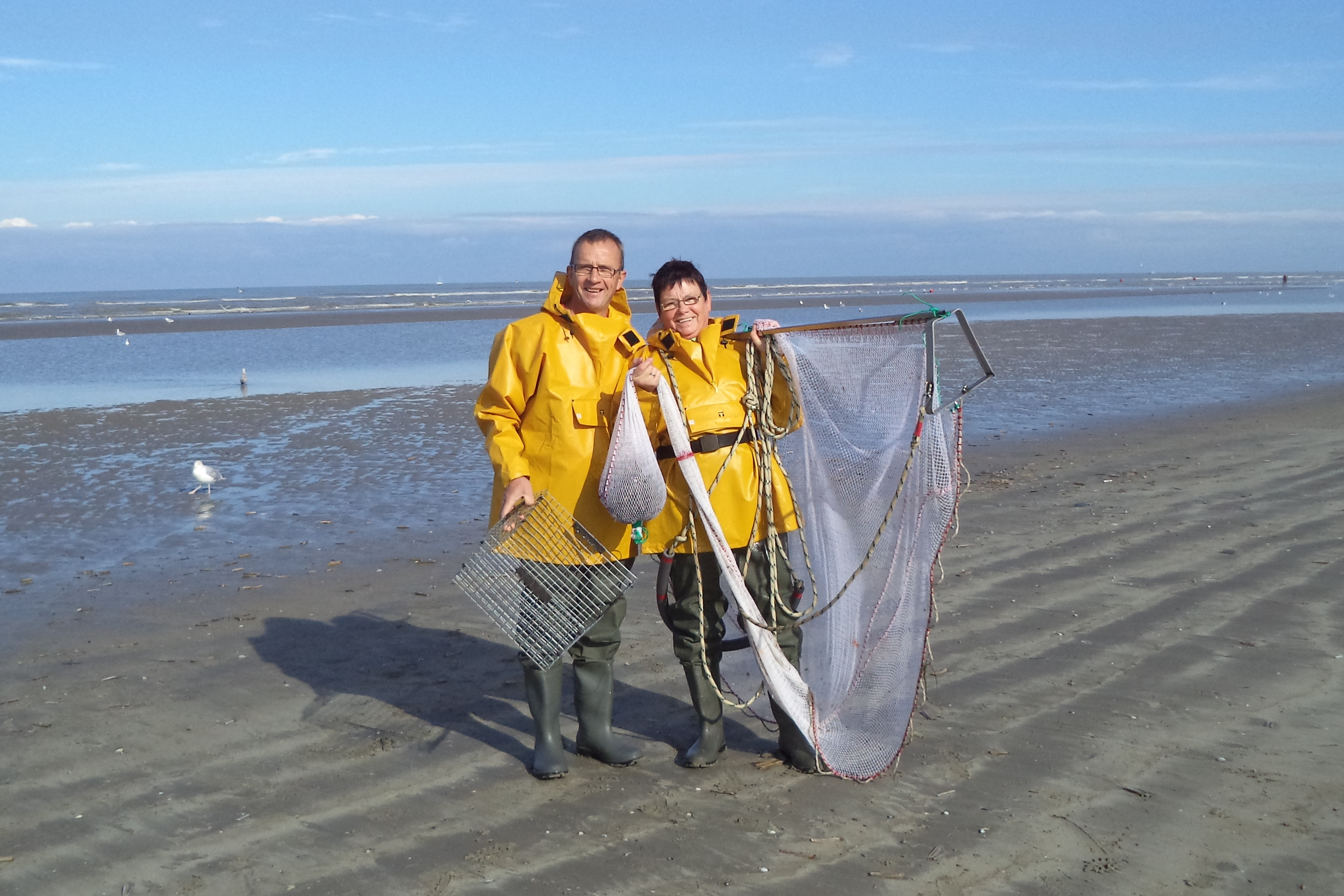
Kruwer in traditionele kledij

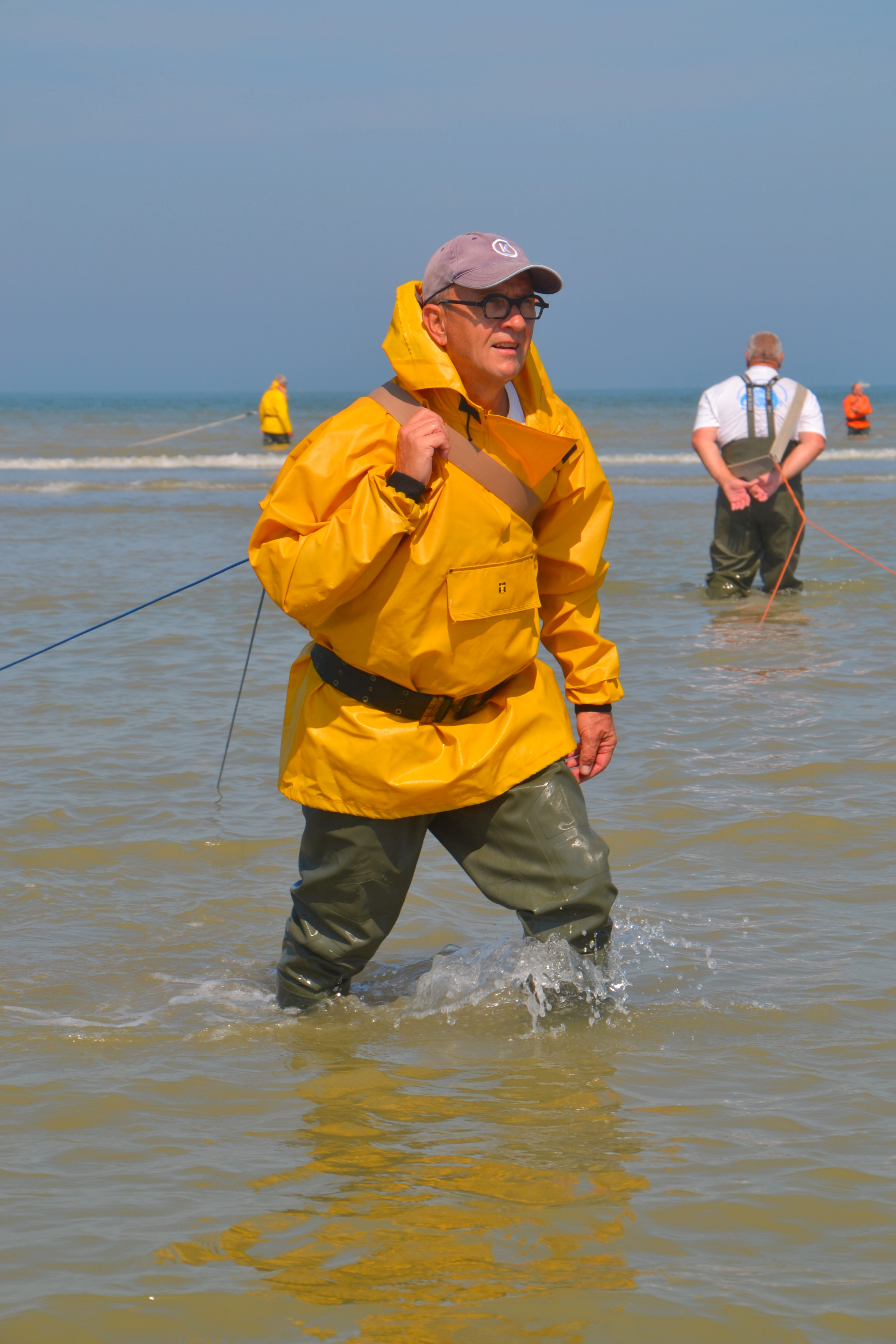

Kruien is een visserijmethode voor het vissen op garnalen waarbij manueel een sleepnet door het ondiepe zeewater wordt gesleept.
Algemeen bekend aan de Belgische kust en meer bepaald in Oostduinkerke, zijn de paardenvissers. Waar hier het paard het vanzelfsprekend heel wat groter net trekt, is het de kruier die eigenhandig het sleepnet sleept. De kruier, zowel man als vrouw gaat doorgaans twee tot anderhalf uur vóór laagwater de zee in en vist tot laagtij. Aan de Belgische kust zijn er heel wat kruiers actief en zijn er ook heel wat garnaalkruiersclubs. De kruier gaat traditioneel te water, gekleed in een waadpak en waterdichte jas. 
In Oostduinkerke, de bakermat van de paardenvissers zijn er twee bekende garnaalkruiersclubs: de oudste vereniging is De Spanjaardbank waaruit later De Slepers ontstonden. De Spanjaardbank werd genoemd naar een oude zandrug en werd opgericht in 1973.
Tijdens de zomerweekeinden verzorgen beide clubs gratis demonstraties voor iedere belangstellende toerist of toevallige passant. Op het strand worden de vangsten op sorteertafels ontdaan van krabben, kleine visjes en schelpen en de garnalen eruit gehaald. Achteraf wordt de vangst gekookt en aangeboden aan de omstaanders. Naargelang gebeurt dit op de dijk of in het Estaminet De Peerdevisscher bij het Navigo - visserijmuseumplein in Oostduinkerke- Dorp.